# La Révolte des masses
La Révolte des masses, essai publié en 1929, est l'œuvre maîtresse du philosophe espagnol José Ortega y Gasset.

## Résumé
Dans cette œuvre, Ortega procède à une analyse de la crise de la civilisation occidentale, que certains considèrent comme annonciatrice de l'évolution actuelle des sociétés. Il pense qu'elle risque de périr sous la poussée d'une « invasion verticale ». Ses envahisseurs sont considérés comme les « barbares des temps modernes ». Ils ne sont pas, comme à l'époque des grandes invasions, venus de l'extérieur mais sont censés être endogènes (et de ce fait, très difficiles à combattre).
Selon l'auteur, ils jouissent de tous les apports de la science et de la technique, mais ils en jouissent en « primitifs », c'est-à-dire sans en connaître les principes. Selon cette logique, comme cela comble tous leurs besoins, ils ne ressentent nullement la nécessité d'apprendre, de connaître, de comprendre, de se cultiver. Ortega les qualifie de brutes amorales aux idées grossières qui jouissent du nec plus ultra que leur procure une civilisation perfectionnée dont ils n'ont aucune conscience historique.
Et de fait, il s'inquiète que cette culture soit en danger. En effet, ceux qui appartiennent pour Ortega à des masses incultes critiquent toutes les valeurs de l'Occident leur ayant, selon l'auteur, permis d'accéder à un niveau de vie élevé, et semblent prêts à se retourner contre cette civilisation qualifiée de complexe et subtile qu'ils ne seraient plus capables d'appréhender.
Dans ces conditions, Ortega se demande si la civilisation ne s'apprête pas à vivre un nouvel âge des ténèbres qui, à terme, pourrait s'attaquer même aux conquêtes techniques qui en sont la manifestation la plus tangible, si le goût pour la connaissance et l'étude venaient à s'émousser.
En outre, ses analyses sur le culte de la jeunesse, les États-unis d'Europe, le libéralisme face aux dangers de l'état totalitaire (bolchevique ou fasciste) qu'il presse et dénonce, les dangers de la spécialisation sont toujours d'actualité.